# Kontinentalna filozofija
Kontinentalna filozofija, izraz za široku filozofsku paradigmu koja obuhvaća različite filozofske tradicije što su se u 19. i 20. stoljeću razvile u kontinentalnoj Europi. Često se koristi u suprotnosti s pojmom analitička filozofija. U kontinentalnu filozofiju spadaju njemački idealizam, fenomenologija, egzistencijalizam i njeni antecedenti hermeneutika, strukturalizam, poststrukturalizam, francuski feminizam, kritička teorija Frankfurtske škole i još neki drugi pravci zapadnog marksizma.

## Karakteristike
Teško je odrediti važne značajke koje bi bile zajedničke svim navedenim filozofskim pravcima. Nazivu «kontinentalna filozofija» kao i nazivu «analitička filozofija» nedostaje čista definicija; pojmovi se više odnose na obiteljsku sličnost među filozofskim pogledima. Unatoč tome neki učenjaci su nastojali da utvrde uobičajene filozofske teme koje tipično karakteriziraju kontinentalnu filozofiju. 
- Kontinentalni filozofi odbijaju scijentizam - pogled da su prirodne znanosti najbolje ili najtočnije za razumijevanje svih fenomena. Kontinentalni filozofi često tvrde da znanost ovisi o «predteorijskom supstratu iskustva», jedan oblik kantovskih uvjeta mogućeg iskustva i da znanstvene metode ne mogu u potpunosti proniknuti u takve uvjete spoznaje.

- Kontinentalna filozofija uobičajeno smatra te uvjete mogućeg iskustva promjenljivim: spoznaja je bar djelomično određena kontekstom, vremenom i prostorom, jezikom, kulturom i poviješću. Stoga kontinentalna filozofija naginje historicizmu. Dok je analitička filozofija sklona poimati filozofiju kao skup odvojenih problema koje se može analizirati odvojeno od njihovog povijesnog porijekla (kao što znanstvenici smatraju povijest znanosti nebitnom za znanstveno proučavanje), kontinentalna filozofija tipično predlaže da «filozofski argument ne može biti odvojen od tekstualnih i kontekstualnih uvjeta njegovog povijesnog pojavljivanja».

- Kontinentalna filozofija tipično drži da svjesno ljudsko djelovanje može promijeniti te uvjete mogućeg iskustva: «ako je ljudsko iskustvo kontingentna kreacija, tada može biti rekreirano na druge načine». Stoga kontinentalni filozofi često imaju snažan interes prema sjedinjenju teorije i prakse i često vide svoja filozofska istraživanja blisko antipoverty s osobnom, moralnom i političkom transformacijom. Ta tendencija je očita u marksističkoj tradiciji, ali je centralna i u egzistencijalizmu i poststrukturalizmu.

- Zadnja karakteristična crta kontinentalne filozofije je naglasak na metafilozofiji. Odmah nakon razvoja i uspjeha prirodnih znanosti, kontinentalni filozofi su često tražili da redefiniraju metodu i prirodu filozofije. U nekim slučajevima (kao njemački idealizam i fenomenologija) to se manifestira kao obnavljanje tradicionalnog pogleda da je filozofija prva, temeljna, a priori znanost. U drugim slučajevima (kao hermeneutika, kritička teorija ili strukturalizam), smatrano je da filozofija istražuje područje koja je nesvodiva kulturološko ili praktično. A u nekim slučajevima kontinentalni filozofi (kao Kierkegaard, Nietzsche, kasniji Heidegger i Derrida) drže ozbiljne sumnje u koherenciju bilo koje koncepcije filozofije.

Navedene razlike proizlaze iz široke kantovske teze da je priroda znanja i iskustva određena uvjetima koji nisu direktno dostupni empirijskom istraživanju.

## Povijest podjele
Izraz «kontinentalna filozofija» u navedenom smislu prvi su u širu upotrebu stavili filozofi engleskog govornog područja. Koristili su ga za sveučilišne kolegije u 70-ima, pa je termin postao kolektivno ime za filozofije tada raširene u Francuskoj i Njemačkoj - fenomenologiju, egzistencijalizam, strukturalizam i poststrukturalizam. Ipak, razlike između analitičke i kontinentalne tradicije su postojale i puno prije 70-ih. Već u kasnom 19. stoljeću Brentano, Husserl i Reinach predlažu novu filozofsku metodu fenomenologije, otprilike u isto vrijeme kada Gottlob Frege i Bertrand Russell uvode novu filozofsku metodu temeljenu na analizi jezika putem moderne logike (stoga izraz «analitička filozofija»). 
Drugi datiraju razdor jedno stoljeće unatrag, na početak 19. stoljeća, i s obzirom na recepciju radova Immanuela Kanta, posljednjeg filozofa kojeg i analitička i kontinentalna filozofija drže kanonom. Britanski filozofi Bertrand Russell i G. E. Moore nisu uvažavali njemačke post-kantovske idealističke filozofe kao što su Fichte, Schelling i Hegel. Uz to, u eseju Johna Stuarta Milla iz 1840. o Coleridgu, Mill stavlja u kontrast pod Kantovim utjecajem misao «kontinentalne filozofije» i «kontinentalnih filozofa» s engleskim empirizmom Benthama i općenito 18. stoljeća. Sam Russell je prepoznavao «dvije škole filozofije koje se mogu podijeliti na kontinentalnu i britansku školu», podjelu koju je on vidio u filozofiji još od vremena Lockea.

## 20. stoljeće
Budući da institucionalni temelji "kontinentalne filozofije" u mnogim slučajevima proizlaze iz fenomenologije, Edmund Husserl je uvijek bio kanonska figura kontinentalne filozofije. Bez obzira na to, Husserla poštuju i istražuju i u analitičkoj tradiciji. Husserlov pojam noeme (nepsihološki sadržaj misli), njegova korespondencija s Gottlobom Fregeom i njegovo istraživanje prirode logike trajni su predmet interesa među analitičkim filozofima.
Polemički prikaz razlika između "analitičkog" i "kontinentalnog" stila filozofije može se naći u "Eliminacija metafizike kroz logičku analizu teksta" Rudolfa Carnapa. U tom djelu Carnap tvrdi da Heideggerovo predavanje "Što je metafizika?" krši logičku sintaksu da stvori besmislene pseudoizjave. Dolaskom Hitlera na vlast mnogi njemački filozofi, osobito oni židovskog porijekla ili ljevičarskih simpatija (kao mnogi iz Bečkog kruga i Frankfurtske škole, bježe u Englesku, SAD ili Sovjetski Savez. Oni filozofi koji su ostali - ako su ostali u akademiji uopće - morali su se pomiriti s nacističkom kontrolom sveučilišta. Ostali kao Martin Heidegger, jedan od najpoznatijih filozofa koji su ostali u Njemačkoj, prihvatili su nacizam.
Prije i poslije Drugog svjetskog rata poraslo je zanimanje za njemačku filozofiju u Francuskoj. Zbog uloge u oslobođenju Francuske, Francuska Komunistička Partija postala je za kratko vrijeme vodeći politički pokret u zemlji. Porastao je interes za komunizam i Marxa, te se njemački filozofi Marx i Hegel po prvi put detaljno proučavaju u konzervativnom francuskom sveučilišnom sistemu. Dodatno, postojao je veliki trend prema idejama Husserla i njegovog bivšeg asistenta Heideggera. Najvažniji u popularizaciji fenomenologije je bio pisac i filozof Jean-Paul Sartre koji je zvao svoju filozofiju egzistencijalizam.

## Suvremeno doba
Od ranog 20. stoljeća do 60-ih, o kontinentalnoj filozofiji se rijetko raspravljalo na britanskim i američkim sveučilištima. Uglavnom se spominjala s neodobravanjem i u kritičnom tonu. Ipak zbog zahtjeva studenata odsjeci za filozofiju su počeli nuditi kolegije o kontinentalnoj filozofiji u kasnim 60-ima i 70-ima. S pojavom postmodernizma i dekonstrukcije u 70-ima i 80-ima analitički filozofi ulaze u javne polemike spram metoda i zaključaka kontinentalnih filozofa. Derrida, na primjer, je bio predmet polemike Johna Searla, a Quine se 1992. usprotivio dodjeli počasnog doktorata Derridi na Cambridgeu. Veliku pažnju i polemike je izazvala Afera Sokal (Sokal hoax) 1996.
Dok američki i britanski filozofi nastavljaju nuditi kolegije posvećene kontinentalnoj filozofiji, rascjep između analitičke i kontinentalne filozofije je više eksplicitan nego prije 60-ih. Danas većina filozofskih mjesečnika, analitičkih prema orijentaciji, prihvaćaju samo radove "napisane u širom analitičkom stilu". Distinktivni nazivi, "kontinentalna" i "analitička", pojavljuju se često u naslovima knjiga. Istovremeno sveučilišni odsjeci iz književnosti, umjetnosti, filma, sociologije i političke teorije preuzimaju ideje i argumente iz kontinentalne filozofije u svoj kurikulum i istraživanja. 
Izraz "kontinentalna filozofija" se ne odnosi na cijelu filozofiju kontinentalne Europe. Mnogi glavni europski filozofi nisu smatrani "kontinentalnim filozofijama", kao Gottlob Frege, Ludwig Wittgenstein i Karl Popper. Analitička filozofija cvjeta u Francuskoj, uključujući  filozofe kao što su Jules Vuillemin, Vincent Descombes, Gilles Gaston Granger, François Recanati i Pascal Engel. S druge strane, samoodređeni "kontinentalni filozofi" se mogu naći na filozofskim odsjecima Velike Britanije, Sjeverne Amerike i Australije. "Kontinentalna filozofija" je definirana po pojmovima obitelji filozofskih tradicija i utjecaja, a nikako po geografskoj odredbi.                       